# Přísná přírodní rezervace Sataplia
Přírodní rezervace Sataplia (gruzínsky სათაფლიის სახელმწიფო ნაკრძალი, satapliis sachelmzipo nakrdzali) je přírodní rezervace se stupněm ochrany Ia podle IUCN (přísná přírodní rezervace) v kraji Imeretie ve střední části Gruzie na jižním svahu Velkého Kavkazu.

## Historie
Rezervace byla založena roku 1935, v současných hranicích se nachází od roku 1957. Účelem rezervace je ochrana lesa kolchidského typu, geologického a archeologického naleziště.

## Geografie
Z celkové rozlohy 350 ha je 348 ha pokryto lesy. Reliéf krajiny je horský.
V rezervaci se nachází kráter vyhaslého vulkánu, naleziště pozůstatků člověka doby kamenné a zkamenělé stopy dinosaurů.
Největší jeskyně Sataplia byla objevena v roce 1925 a je asi 900  dlouhá.

## Flóra a Fauna
Sataplia leží v mírně subtropickém pásu. Kolchidský les pokrývá 98 % rozlohy, kde dominuje buk se zimostrázem a habrem východním. Jehličnany jako tis se také běžně nachází.
Šakal, liška, veverka, kuna a jezevec patří k běžným obyvatelům parku. Sporadicky se zde vyskytuje srnec a vlk.